# Spalangia gemina
Spalangia gemina är en stekelart som beskrevs av Boucek 1963. Spalangia gemina ingår i släktet Spalangia och familjen puppglanssteklar.
Artens utbredningsområde är:
- Fiji.
- Mauritius.
- Thailand.
- Venezuela.

Inga underarter finns listade i Catalogue of Life.